# Aline Pereira
Aline Silva Pereira Celso (São Bernardo do Campo, São Paulo; 6 de octubre de 1990) es una practicante de karate, kickboxer y artista marcial mixta brasileña.

## Carrera como kickboxer

### Carrera temprana
Después de acumular un récord de carrera amateur de 21 victorias y 3 derrotas, Aline hizo su debut profesional contra Rayane Vieira en WGP Kickboxing 39 el 22 de julio de 2017. Ganó la pelea por decisión unánime. Posteriormente, Pereira estaba programada para enfrentar a Mayza Borges en WGP Kickboxing 44 el 23 de febrero de 2018, y una vez más ganó por decisión unánime. La racha de dos victorias consecutivas de Pereira fue detenida por Elaine Lopes, quien la venció por decisión unánime en WGP Kickboxing 45 el 5 de mayo de 2018.
Pereira estaba programada para enfrentar a Tatiana Campos en WGP Kickboxing 50 el 27 de octubre de 2018. Ganó la pelea por decisión unánime. Luego, Pereira estaba programada para enfrentar a Nilcelia Pereira en Super Fighters 4 el 8 de junio de 2019. Ganó la pelea por decisión unánime. Después de esta victoria, fue contratada por Glory.

### Glory
Pereira hizo su debut promocional con Glory contra Chommanee Sor Taehiran en Glory 68: Miami el 28 de septiembre de 2019. Ganó la pelea por decisión unánime.
Pereira estaba programado para enfrentar a Crystal Lawson en Glory 71: Chicago el 22 de noviembre de 2019. Ganó la pelea por nocaut técnico en el primer asalto, que fue la primera victoria por detención en su carrera profesional.
Pereira desafió a Tiffany van Soest por el Campeonato de peso supergallo Glory en Glory 77: Rotterdam el 30 de enero de 2021. Pereira perdió la pelea por decisión unánime.

## Carrera como artista marcial mixta

### Legacy Fighting Alliance
Pereira tenía previsto hacer su debut en las artes marciales mixtas para Legacy Fighting Alliance (LFA) contra Helen Peralta en LFA 147: Melo vs. Costa el 18 de noviembre de 2022. Pereira perdió la pelea por decisión unánime.
Pereira se enfrentó a Chelsea Conner en LFA 160: Sweeney vs. Begosso el 16 de junio de 2023. Ganó la pelea por decisión unánime.
Pereira se enfrentó a Cheyanne Bowers en LFA 168: McKee vs. McPadden el 22 de septiembre de 2023. Perdió la pelea por decisión unánime.

## Vida personal
Aline es hermana menor de Alex Pereira, actual campeón peso semipesado y ex campeón de peso mediano de UFC, así como ex campeón de Glory en dos divisiones.